# Wielki Kanał Brdy
Wielki Kanał Brdy (kaszub. Wiôldżi Kanôl Brdë) – budowla hydrotechniczna, kanał zbudowany przez Prusaków kosztem 1,5 mln marek w I połowie XIX wieku, w celu nawodnienia łąk czerskich leżących w Borach Tucholskich. Długość kanału wynosi 21 km, a głębokość około 1 m.
Kanał biegnie od zapory Mylof spiętrzającej wody Brdy w Zaporze, do basenu w Barłogach, skąd rozprowadzana jest woda.

## Szlak kajakowy
Kanał stanowi malowniczy szlak kajakowy, prowadzący kilkoma akweduktami ponad dopływami Brdy. W okolicy Fojutowa kanał biegnie akweduktem nad Czerską Strugą. W tym rejonie stoi 15-metrowa wieża widokowa.

## Galeria

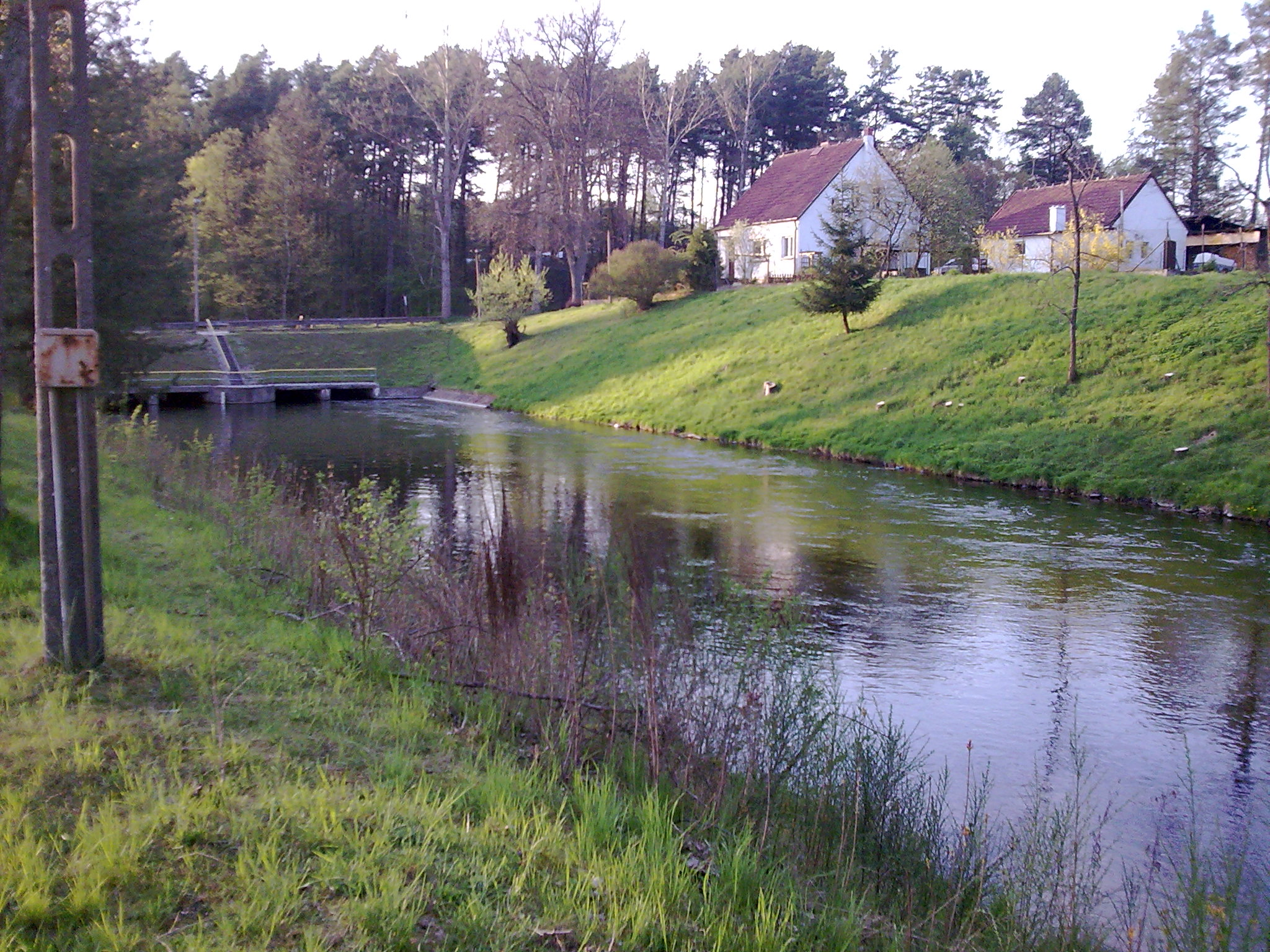
Początek kanału
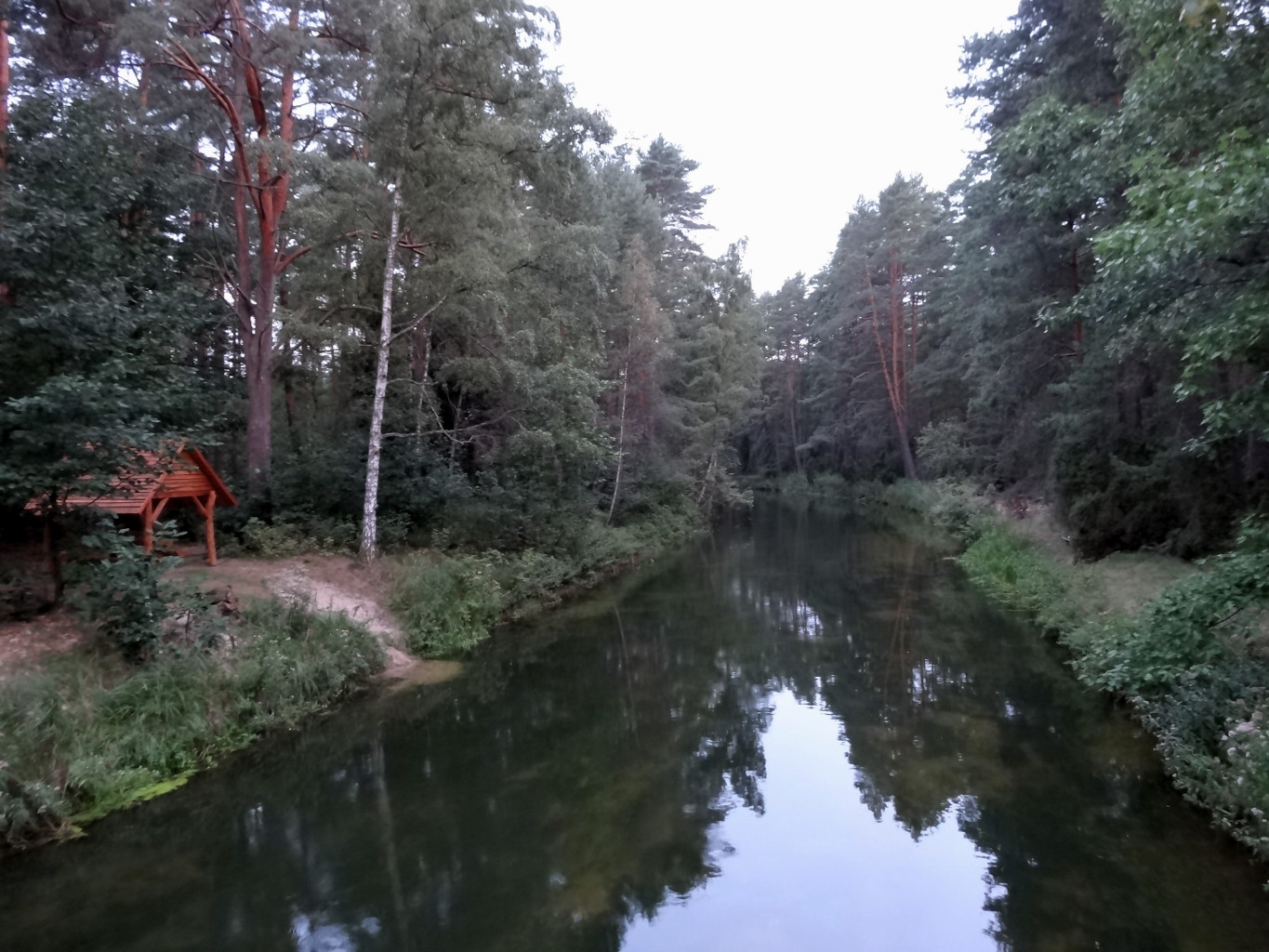
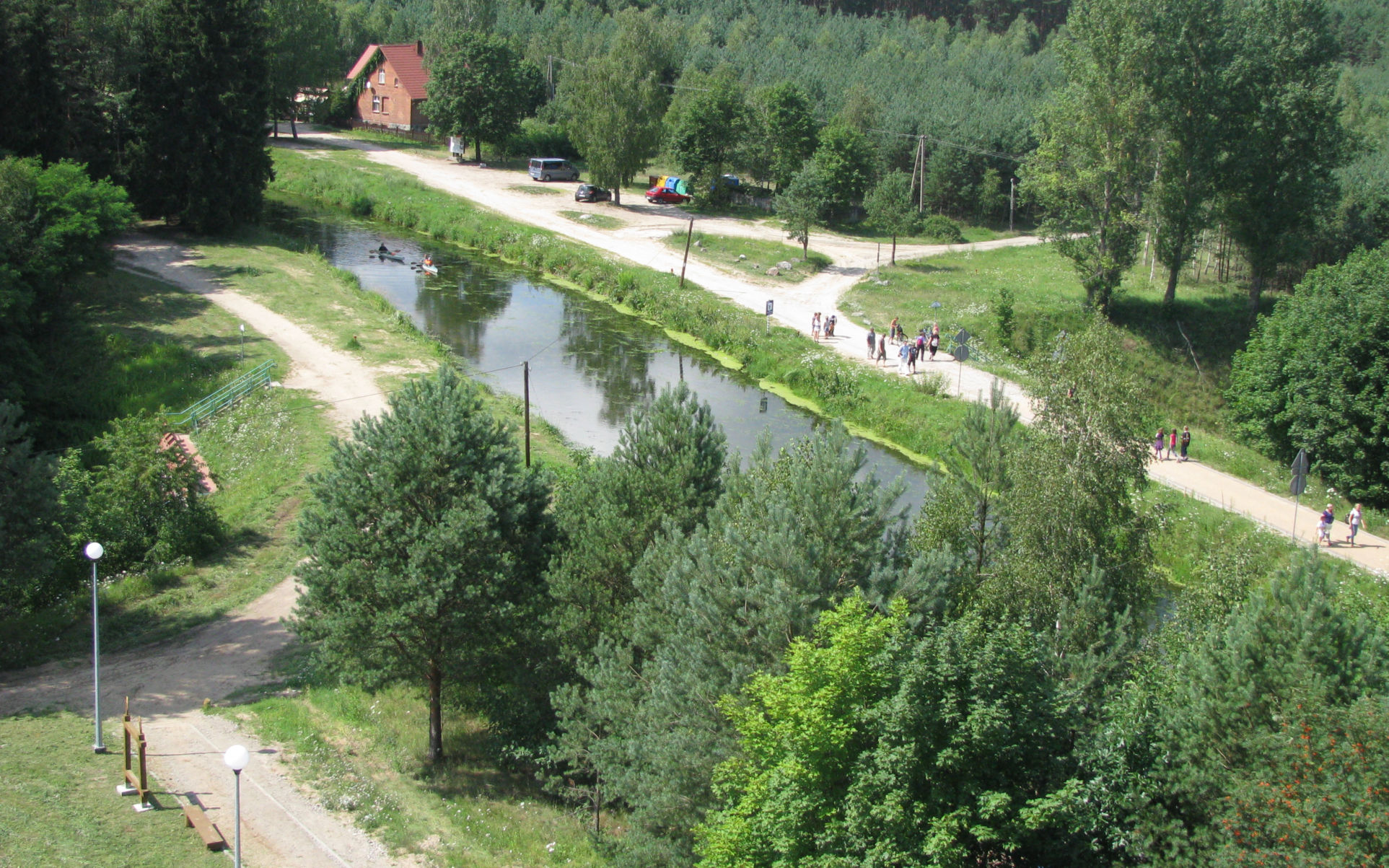
Akwedukt nad Czerską Strugą
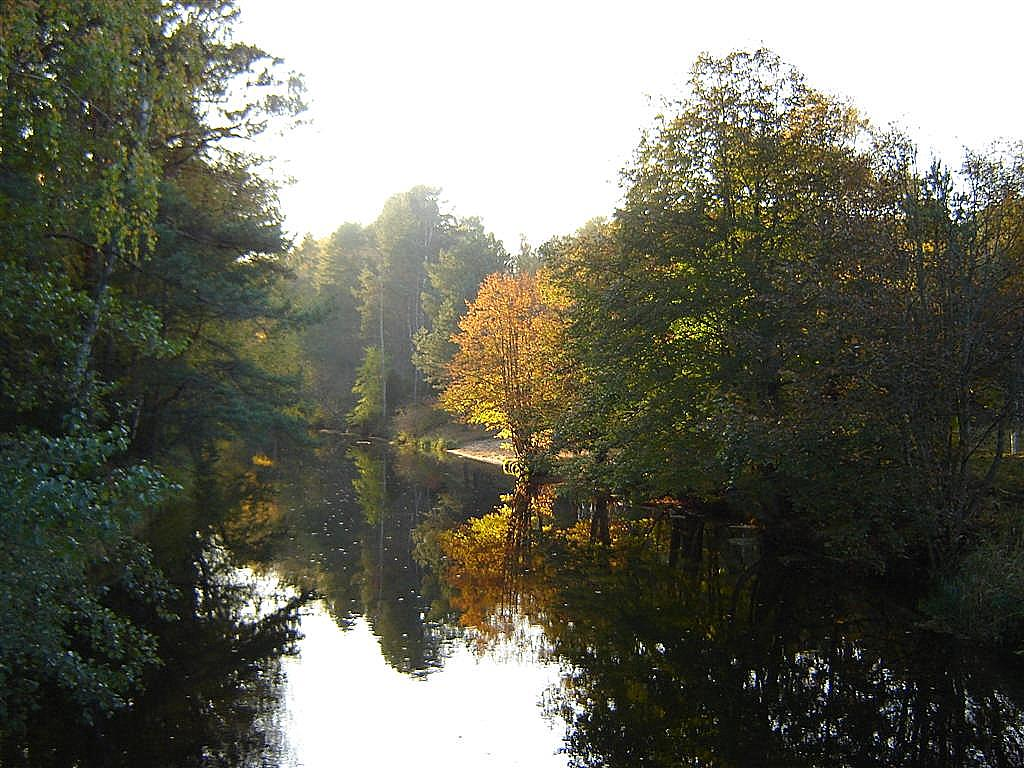
Kanał w okolicach Fojutowa
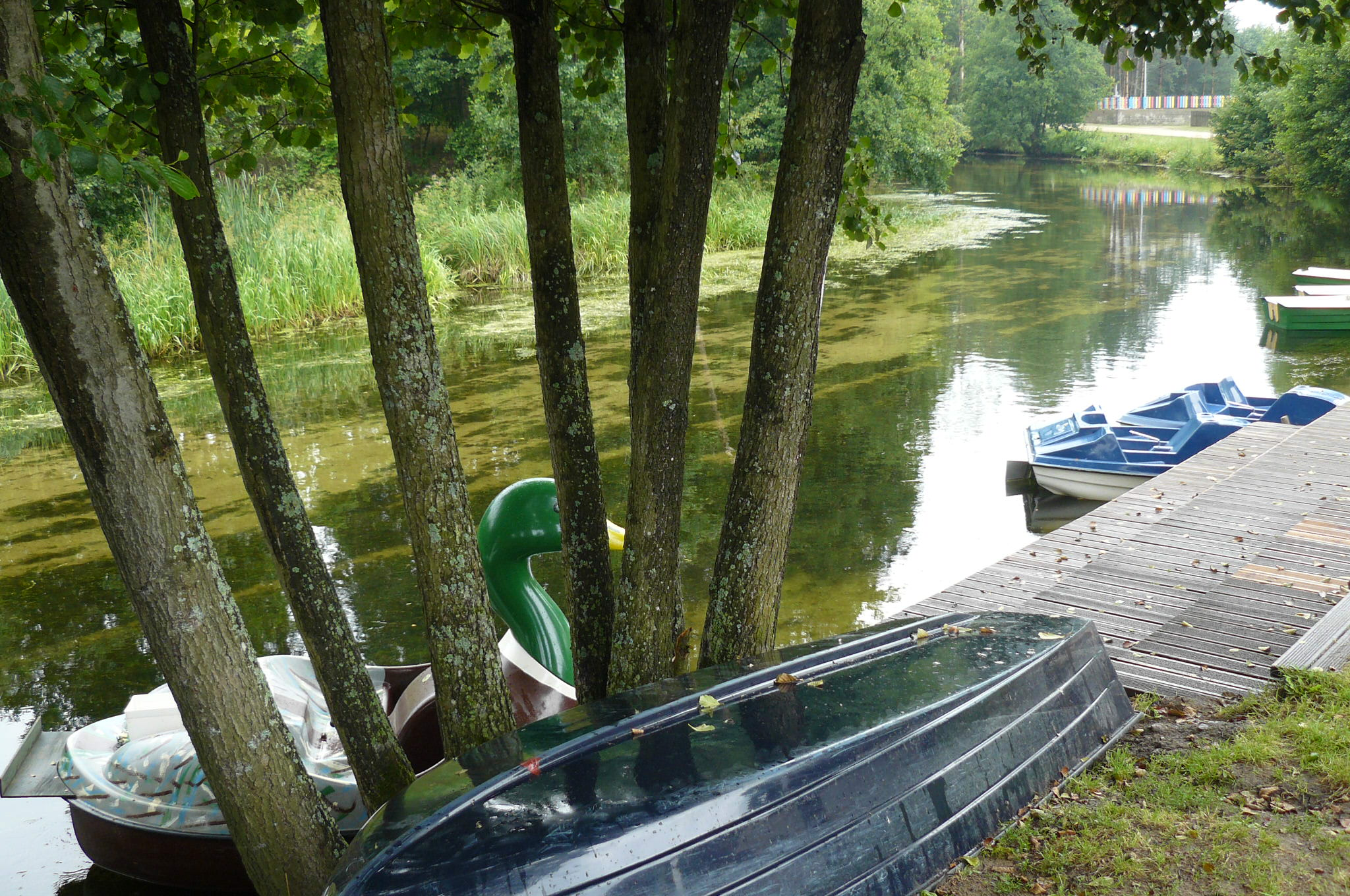
Kanał w Fojutowie
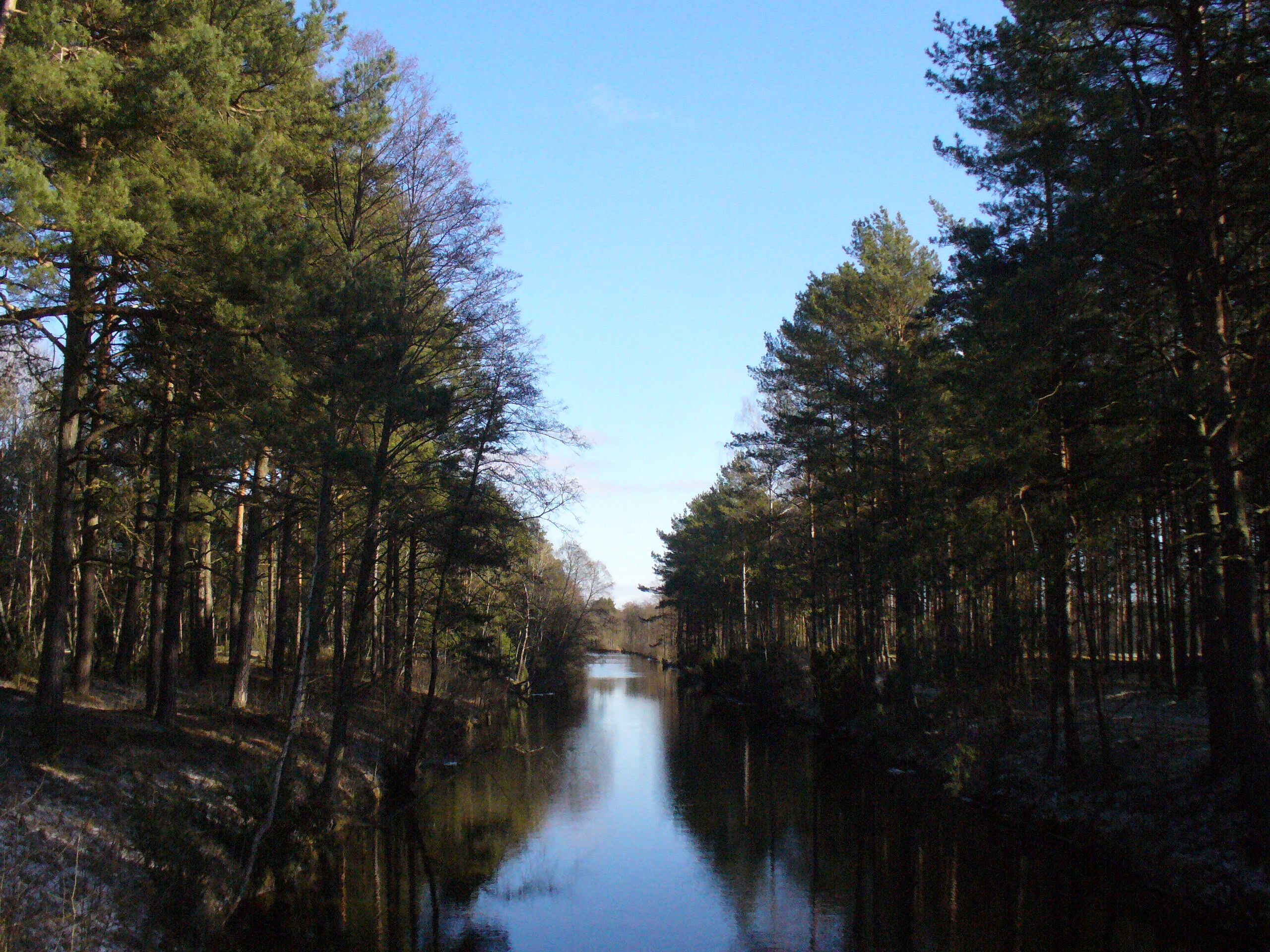
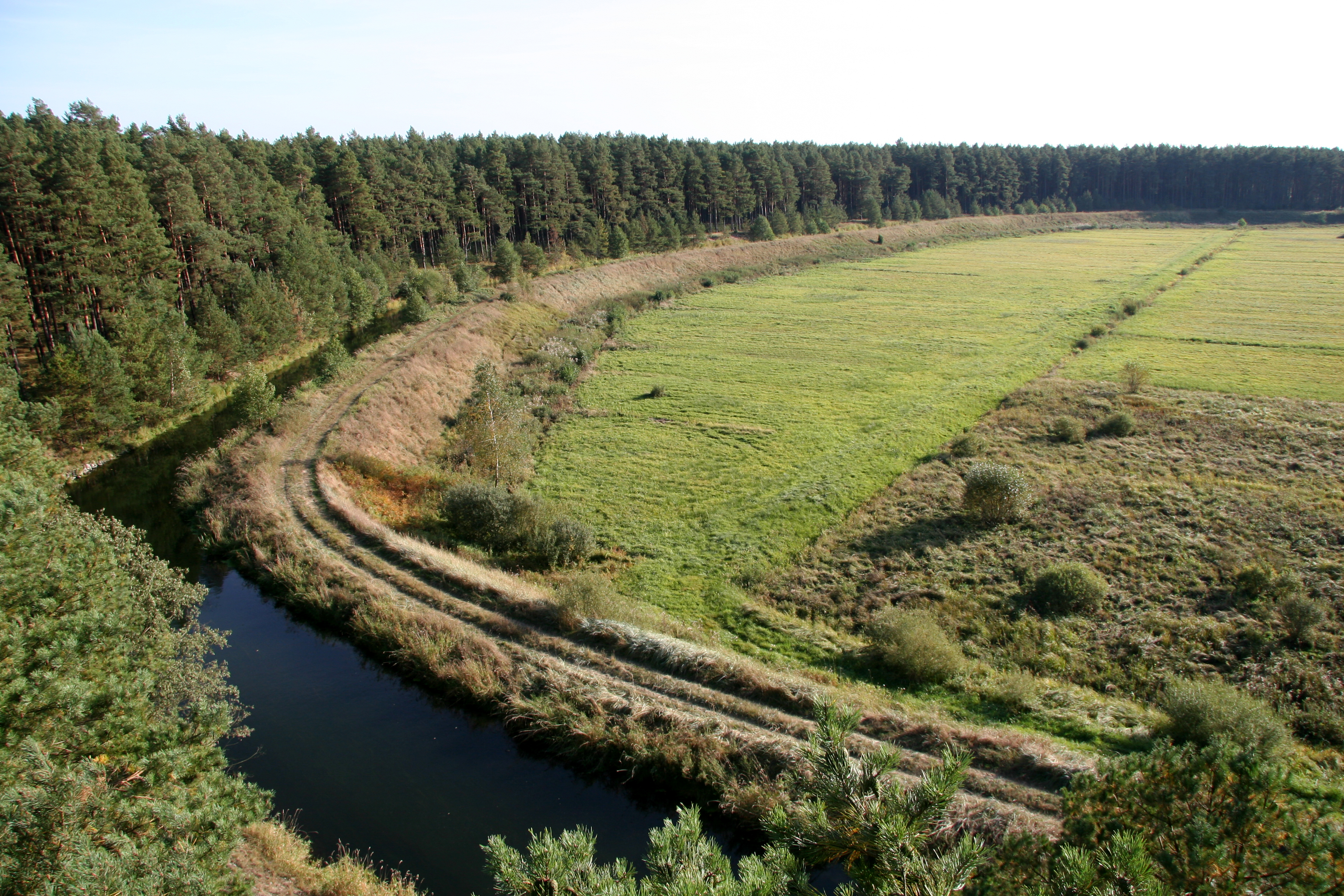